# 北郷忠亮
北郷 忠亮（ほんごう ただすけ）は、江戸時代初期の薩摩藩士。都城私領主である北郷氏14代当主。

## 生涯
慶長19年（1615年）12月27日、北郷氏12代当主北郷忠能の次男として生まれる。寛永元年（1624年）、鹿児島城において兄翁久と共に元服し、権頭忠亮と名を改める。同7年（1630年）江戸へ参府し、将軍徳川家光及び大御所徳川秀忠に拝謁し太刀等を献上し白銀等を拝領する。同8年（1631年）、父忠能が病死し、兄翁久は早世していたため北郷氏の家督を相続する。
北郷氏は島津氏の家臣とはいえ3万石を超える大身であり、また足利尊氏や豊臣秀吉から直接知行を宛がわれたという由緒を持つ独立志向の強い家で島津宗家の意向に従わないこともあったので、鹿児島藩主島津家久はこの機会に北郷氏への支配を強化するため、鹿児島と都城の往来を制限する等、宗家に反抗的だった忠能の治世を批判し、忠亮を訓戒する文書を発している。忠能の家老だった北郷久俊とその一族は忠能の悪政に関与したとして粛清され、北郷氏は島津宗家から圧迫されるようになった。
寛永10年（1633年）、島津宗家の人質として江戸へ参府するが、翌年江戸にて21歳で病死。北郷氏の家督は忠亮の遺言により、北郷氏一族や家臣からは強い反発があったが、忠亮の姉（法号「春嶺良仲大姉」）の婿として家久の三男久直を養子に迎え相続させることになる。